# Abadecho
Abadecho, miętus nowozelandzki, miętus oceaniczny, kinglip nowozelandzki (Genypterus blacodes) – gatunek morskiej ryby z rodziny wyślizgowatych (Ophidiidae), licznie występującej w wodach Australii, Chile, Brazylii, Nowej Zelandii i Afryki Południowej. Ryba ta występuje na głębokościach 200–650 m. Jest poławiana komercyjnie. 
Ubarwienie głowy i grzbietu abadecho jest pomarańczowe lub różowe z ciemnymi, nieregularnymi plamami. Osiąga długość 2 m i masę ciała 25 kg.